# 原宿族
原宿族（はらじゅくぞく）は1964年の東京オリンピック後の原宿に登場した若者のことである。

## 概要
乗用車で原宿駅周辺に乗り付け、騒音を撒き散らしながらレースを楽しんだ。当時は大衆車ブームが起きており、原宿族もその影響を受けていたとされるが、原宿族の乗り回す車はレンタカーが多かったとも言われている。同時期は自動車メーカー系がレンタカーへと参入し始め、レンタカーが保証不要で借りられるようになっていた（レンタカー#歴史）。原宿族のファッションは銀座のみゆき族のアイビールックを引き継いでいたとも、みゆき族よりやや大人らしいコンチネンタルスタイルが多かったとも言われている。
その後、原宿は1970年代にファッションの街となり（原宿#1970年代も参照）、原宿にも女性誌「an・an」「non-no」の影響を受けたアンノン族が登場したが、アンノン族のファッションは原宿族と異なり平日はアメリカンカジュアルやフォークロア、休日はカントリーファッションであったとされる。
1977年には原宿に歩行者天国が設けられ、ハーレムスーツでディスコを踊る竹の子族、フィフティーズファッションでロカビリーを踊るローラー族が登場したが、こちらも原宿族と呼ばれる場合があった。1981年にはロックロールを歌う子供に向けてステージ衣装を売るマヤショップが登場し、マヤショップのアイテムを身につける人はマヤ族と呼ばれるようになった。

## 関連グループ
- ルート族[8]
- カスミ会 - 六本木野獣会の後継を自称[8]。
- 侍の会[8]
- ソサイエティ・オブ・ヤング[8]

## その後
その後、原宿の歩行者天国では1983年前後にパフォーマンス集団の劇男一世風靡が、次いで1984年にパフォーマンス（エクストラバガンザ）集団の「時代錯誤」が登場し、また1983年のアメリカ映画『フラッシュダンス』の影響により路上ブレイクダンス（RUSHなど）も登場、1980年代後半の第二次バンドブームの頃にはホコ天バンド（横浜出身のJANGO、ヴィジュアル系の源流の一つのAURAなど）も登場し、それらが人気となってそれらの観客が増えるにつれて竹の子族とローラー族は下火となっていった。

## 関連作品

### 初期
- 映画
  - 『君が青春のとき』 日活 1967年6月3日[17]
  - 『インディレース 爆走』 東宝 1967年2月4日[18][19]
  - 『日本暴行暗黒史 異常者の血』[20] 1967年
- ドラマ
  - 『特別機動捜査隊 第269話 青い道化師』 NET 1966年12月21日

### 歩行者天国化以後
- ドラマ
  - 『大捜査線 第31話 暴走デカ！原宿エレジー』 フジテレビ 1980年
  - 『Gメン'75 第274話 東京原宿族 この夏の犯罪』 TBS 1980年8月30日
- 漫画
  - 眉村千恵子『夢見るダンシングストリート 原宿キッズ』 週刊少女フレンド 1984年9月20日号/No.19